# Анґоче (султанат)
Анґоче  — султанат в Східній Африці, що утворився після занепаду Кілви. Тривалий час боровся проти португальців. У XIX ст. досяг найбільшого піднесення. З 1860-х років успішно воював проти Португалії, але був підкорений 1910 року.

## Історія
Поселення Анґоче було засновано наприкінці XV ст. за часів султанату Кілва, яке доволі швидко стало одним з важливих центрів торгівлі золотом й слоновою кісткою. До середини XVI ст. перетворилося на жваве місто. З послабленням у 1470-х років Кілви здобуває незалежність. Тут шейх або вождь Шоса утворює власну державу, приймає титул султана та підкорює навколишні острови. За іншою версією засновником став нащадок аль-Гасана ібн Сулейман, узурпатора в Кілві.
Невеличка територія зберігається з огляду на панування Португалії в Східній Африці. У 1511 році вдалося відбити спробу португальців захопити Анґоче. Втім внутрішня боротьба за владу у 1580-х роках призвело до того, що Португалія встановила зверхність над султанатом. У XVII ст. починається занепад викликаний переміщенням торгівельних шляхів до Келімане, чому сприяли португальці. В результаті послаблюється влада самих султанів. Населення міст скорочується до 1500 осіб.
З 1720-х років веде запеклі війни з племенами макуа, номінально васальними від держави Мараві. В результаті столиця зазнає руйнувань. До 1752 року її переносять з острова на узбережжя.
Зростаючий попит на рабів з початку XIX ст. став причиною відродження держави та подальшого наступу султанату вглиб материка, де вони султани намагалися встановити контроль над караванними шляхами та створювати власні факторії з работоргівлі. У 1847 році португальці змусили султана Гасані Усуфу заборонити работоргівлю, але це рішення не виконувалося. У відповідь англо-португальський флот спробував захопити Анґоче, проте марно. Протягом 1840—1850-х років вдалося підкорити племена марревоні (група народу ломве).
1860 року почалася війна з родом да Сілва, що контролював празоси (маєтності) Маґанья де Коста й Кізунго, що були головними торгівельними суперниками. Після початкових успіхів, султанське військо зазнало поразки. У 1861 році султанат втратив острів Катамойо. У 1865 році новий султан Муса Мухаммад Сагіб Кванто відвоював острів.
У 1870—1876 роках велася війна проти клану імпамела, де зрештою було посаджено васального мвену (вождя), але це створило нове місце напруження з португальцями. Разом з тим султанату вдалося встановити владу над караванним шляхом у верхній течії річки Шире, забезпечивши пряму торгівлю з Мараві та Яо. Султан муса активно сприяв поширенню ісламу серед підвладних та сусідніх племен, що здійснювали його мваліми. Для цього також було підтримало суфійський орден Ріфайя.
Після смерті султана Муси 1877 році почалася боротьба за владу між 7 його родичами, в якій перемогу 1890 року здобув небіж Муси — Умар ібн Накого Фаралахі (відомий як Магамуева і Фарелей). Ця боротьба послабила державу. З 1891 року деякі шейхи і мвени визнали владу португальців. У відповідь у 1895—1897 роках допомагав мвенам макуа біля о. Мозамбік протистояти португальським загонам.
Протягом 1902—1903 років вдалося відновити владу над колишніми васальними вождіствами. Але невдовзі втратив Катамойо і Бойлу, після чого зберігав мир до 1906 року. У 1910 році внаслідок потужної військової кампанії Португалії султан Умар зазнав поразки (його вислали до Португальської Гвінеї), а султанат було приєднано до Португальської Східної Африки.

## Територія
Охоплювала значну територію сучасної провінції Нампула Мозамбіку.

## Устрій
На чолі стояв султан, який часто також мав титул інгапахо, що був традиційний для кланів Намулі. Йому належала вища політична, військова й судова влада. Спирався на раду шейхів та старійшин. Спадкоємство здійснювалося по материнській лінії. В подальшому султани також стали носити титул верховного мвени, контролюючи васальні вождівства в середині континенту.

## Військо
Основу становили залоги, що обороняли ключові міста на узбережжі. Згодом сформано найманців, який у середині XIX ст. озброїв вояків рушницями та гарматами.

## Економіка
З огляду на розташування головним джерелом прибутків була торгівля та риболовля. В перший період існування султанату торгували золотом, слоновою кісткою, рибою та харчами, які купували у внутрішніх районах. У XVII ст. починається занепад, але торгівля слоновою кісткою зберігається.
З 1820-х років основу становила торгівля рабами, слоновою кісткою та каучуком. Торгівельні шляхи спрямовували до держав Мараві, Бемба, Казембе і Луба. Важливими торгівельними центрами були порти Анґоче, Сангедж і Мома, значення яких ще більше зросло після початку встановлення заборон на работоргівлю з 1810-х років. Після заборони Португалією торгівлі рабами у 1836 і 1842 роках багато работоргівців з о. Мозамбік і Келімане перебралися сюди. Рабів вивозили до Бразилії, Куби та на острів Маврикій, а згодом також на Коморські острови, Мадагаскар і Реюньйон.